# Hrastje ob Bistrici
Hrastje ob Bistrici ist ein Ort und ein Teil der Gemeinde Bistrica ob Sotli in Slowenien. Er liegt in der historischen Region Untersteiermark nahe der kroatischen Grenze.